# Монро-Сіті (Міссурі)
Монро-Сіті (англ. Monroe City) — місто (англ. city) в США, в округах Монро, Меріон і Роллс штату Міссурі. Населення — 2652 особи (2020).

## Географія
Монро-Сіті розташоване за координатами 39°39′16″ пн. ш. 91°43′57″ зх. д. / 39.65444° пн. ш. 91.73250° зх. д. (39.654390, -91.732494).  За даними Бюро перепису населення США в 2010 році місто мало площу 7,93 км², з яких 7,82 км² — суходіл та 0,11 км² — водойми.

## Демографія
Згідно з переписом 2010 року, у місті мешкала 2531 особа в 1036 домогосподарствах у складі 623 родин. Густота населення становила 319 осіб/км².  Було 1189 помешкань (150/км²).
Расовий склад населення:
| - 89,6 % — білих - 7,3 % — чорних або афроамериканців - 0,4 % — корінних американців - 0,4 % — азіатів |

До двох чи більше рас належало 2,1 %. Частка іспаномовних становила 1,5 % від усіх жителів.
За віковим діапазоном населення розподілялося таким чином: 26,7 % — особи молодші 18 років, 56,3 % — особи у віці 18—64 років, 17,0 % — особи у віці 65 років та старші. Медіана віку мешканця становила 37,9 року. На 100 осіб жіночої статі у місті припадало 90,2 чоловіків;  на 100 жінок у віці від 18 років та старших — 87,7 чоловіків також старших 18 років.
Середній дохід на одне домашнє господарство  становив 45 329 доларів США (медіана — 34 562), а середній дохід на одну сім'ю — 56 549 доларів (медіана — 45 809). Медіана доходів становила 36 875 доларів для чоловіків та 25 833 долари для жінок. За межею бідності перебувало 19,9 % осіб, у тому числі 24,9 % дітей у віці до 18 років та 11,1 % осіб у віці 65 років та старших.
Цивільне працевлаштоване населення становило 1093 особи. Основні галузі зайнятості: освіта, охорона здоров'я та соціальна допомога — 23,6 %, виробництво — 21,0 %, роздрібна торгівля — 13,0 %, науковці, спеціалісти, менеджери — 11,7 %.